# Hecate Rock
Der Hecate Rock ist ein vom Meer überspülter Klippenfelsen vor der Nordküste Südgeorgiens. Er liegt vor der Einfahrt zum Beckmann-Fjord in der Bay of Isles mindestens 4,2 m unter dem Meeresspiegel.
Das UK Antarctic Place-Names Committee benannte ihn 1984 nach dem Forschungsschiff HMS Hecate, das zwischen Januar und Februar 1983 diesem Felsen bei hydrographischen Vermessungen sehr nahegekommen war.